# Braganey
Braganey este un oraș în Paraná (PR), Brazilia.